# Яня (приток Дрины)
Яня (босн. Janja, серб. Јања (Janja), хорв. Janja) (или Модран (Modran), как её обычно называют в некоторых селениях) — река в Республике Сербской в составе Боснии и Герцеговины. Берёт начало у вершины Кониц южного склона хребта Маевица и первые 10 километров, пересекая хребет с юго-запада на северо-восток, до селения Прибой, течёт по горной местности (на этом участке падение реки составляет около 250 м). Затем пересекает более пологую историческую область Семберия (на этом участке в 43 км падение реки составляет порядка 145 м). Выше города Углевик, близ местной тепловой электростанции река перегорожена небольшой плотиной. Впадает слева в реку Дрина у посёлка Яня. Длина реки 59,2 км, (по другим данным — 53 км).
На своём протяжении протекает по общинам: Калесия, Лопаре, Углевик, Биелина.

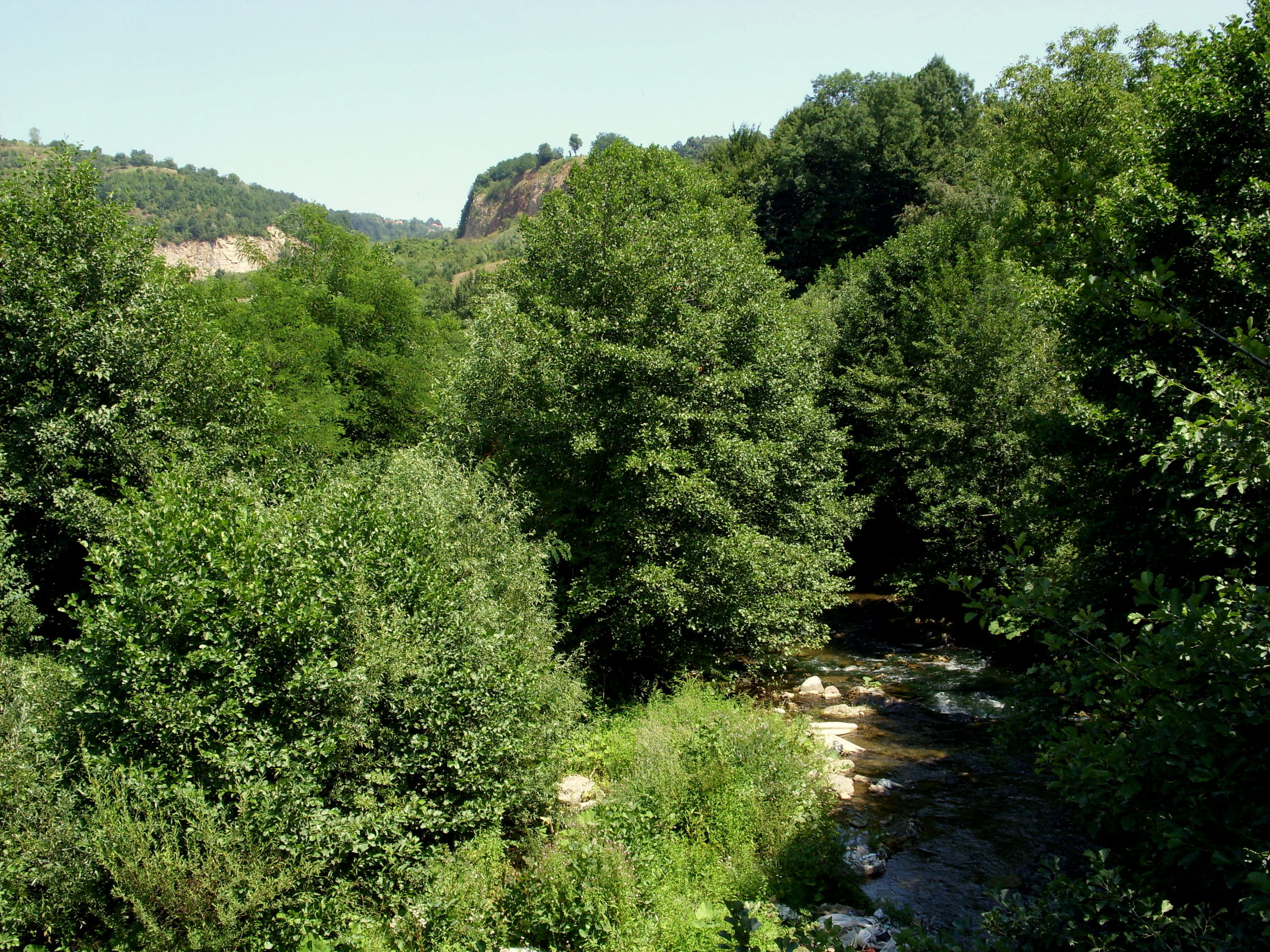
Верхнее течение реки Яни

## Притоки
- Преловац (правый)
- Липовачки (левый)
- селение Прибой
- Лабуцка (левый)
- Растошница (правый)
- Тобутски (левый)
- Мезграйица (правый)
- город Углевик
- разделение реки Яни на две протоки: Яня (Модран) и Старача
- Углевички (правый приток Старачи)
- посёлок Модран
- слияние двух протоков: Яня (Модран) и Старача
- селение Яня
- впадение реки Яни в Дрину[4]